# الجيش الإيطالي في روسيا
الجيش الإيطالي في روسيا أو الجيش الثامن هو تشكيل عسكري أرسلته مملكة إيطاليا إلى الجبهة الشرقية خلال الحرب العالمية الثانية بهدف دعم القوات الألمانية في غزوها للاتحاد السوفيتي ضمن عملية بربروسا. لعب الجيش الإيطالي في روسيا دورًا مهمًا في المعارك على نهر الدون، لكنه تعرض لخسائر كبيرة خلال الهجوم السوفيتي المضاد في شتاء 1942–1943.

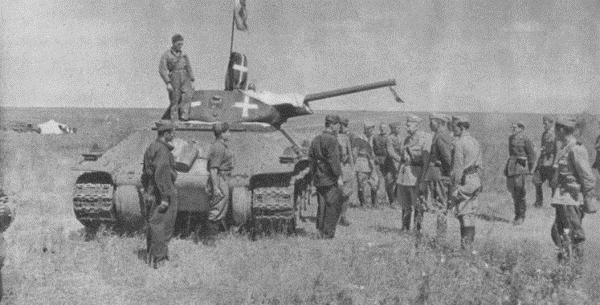
إيتالو غاريبولدي، قائد الجيش الإيطالي الثامن، يتفقد دبابة T-34 استولى عليها جيشُه

## التشكيل والبداية
في عام 1941، قررت الحكومة الإيطالية بقيادة بينيتو موسوليني إرسال قوة عسكرية إلى الجبهة الشرقية لتعزيز علاقاتها مع ألمانيا النازية. تشكلت بداية باسم الفيلق الإيطالي في روسيا وضم حوالي 60,000 جندي، بقيادة الجنرال جوفاني ميسينا. تألفت القوة من ثلاث فرق: فرقة المشاة "باسوبيا"، فرقة المشاة "تورينو"، وفرقة المشاة "تشيلو".

## التحول إلى الجيش الثامن
في صيف 1942، تم توسيع الفيلق إلى ما يُعرف بـ الجيش الثامن الإيطالي، وأصبح تحت قيادة الجنرال إيتالو غاريبولدي. بلغ عدد الجنود نحو 235,000 جندي، وشملت التشكيلة ثماني فرق مشاة، إضافة إلى وحدات مدرعة ومدفعية، وألوية طبية وتموينية.

## الانتشار والمعارك
تمركز الجيش الإيطالي على ضفاف نهر الدون، إلى جانب القوات الألمانية والرومانية. ورغم ضعف تجهيز الجيش الإيطالي مقارنة بجيوش الحلفاء، فقد شارك في عدة معارك عنيفة ضد الجيش الأحمر، خصوصًا خلال صيف وخريف عام 1942.
واجه الجيش الإيطالي مشاكل لوجستية هائلة، بسبب بُعد خطوط الإمداد، وسوء تجهيز القوات الشتوية، ونقص الأسلحة الحديثة، مثل الدبابات الثقيلة والطائرات.

## الكارثة في الشتاء
في ديسمبر 1942، بدأ السوفييت عملية هجومية ضخمة تُعرف بـ عملية الشتاء الصغيرة، استهدفت الجيش الإيطالي وحلفاءه على طول نهر الدون. أدى الهجوم إلى انهيار الصفوف الإيطالية، وسقوط آلاف القتلى والمفقودين.
بلغت خسائر الجيش الإيطالي خلال هذا الهجوم حوالي 114,000 جندي بين قتيل وأسير ومفقود.

## الانسحاب والعودة
في أوائل عام 1943، أمرت القيادة الإيطالية بسحب ما تبقى من الجيش الإيطالي في روسيا. عاد الناجون إلى إيطاليا محبطين ومنهكين، وكان ذلك بداية النهاية للدور الإيطالي الفعّال في الحرب العالمية الثانية.

## الانتقادات والدروس
تعرض إرسال الجيش الإيطالي إلى روسيا لانتقادات واسعة، حيث اعتبره كثير من المؤرخين قرارًا غير حكيم من موسوليني، بسبب الفجوة الكبيرة بين قدرات الجيش الإيطالي ومتطلبات الجبهة الشرقية.
كما أن الظروف المناخية القاسية، وضعف الدعم الألماني للوحدات الإيطالية، وسوء التنسيق، كلها ساهمت في الكارثة التي حلّت بالقوة الإيطالية.

## إرث الحملة
لا تزال حملة الجيش الإيطالي في روسيا واحدة من أكثر فصول الحرب العالمية الثانية إثارة للجدل في التاريخ العسكري الإيطالي. تُذكر الحملة اليوم في إيطاليا بوصفها مأساة إنسانية وعسكرية، وشكلت أحد العوامل التي أضعفت النظام الفاشي ومهّدت لسقوطه لاحقًا في 1943.